# Dicranomyia staryi
Dicranomyia staryi är en tvåvingeart som beskrevs av Geiger och Mendl 1994. Dicranomyia staryi ingår i släktet Dicranomyia och familjen småharkrankar. Inga underarter finns listade i Catalogue of Life.